# Ederheim
Ederheim è un comune tedesco di 1 134 abitanti, situato nel land della Baviera.